# 皇崗口岸
皇崗口岸位於中国廣東省深圳市福田區福田街道，南臨香港元朗區，是一個連接中国深圳和香港邊境的陸路口岸，實行24小時通關。皇崗口岸南接香港的落馬洲管制站，經公路連接香港市區。

## 概要

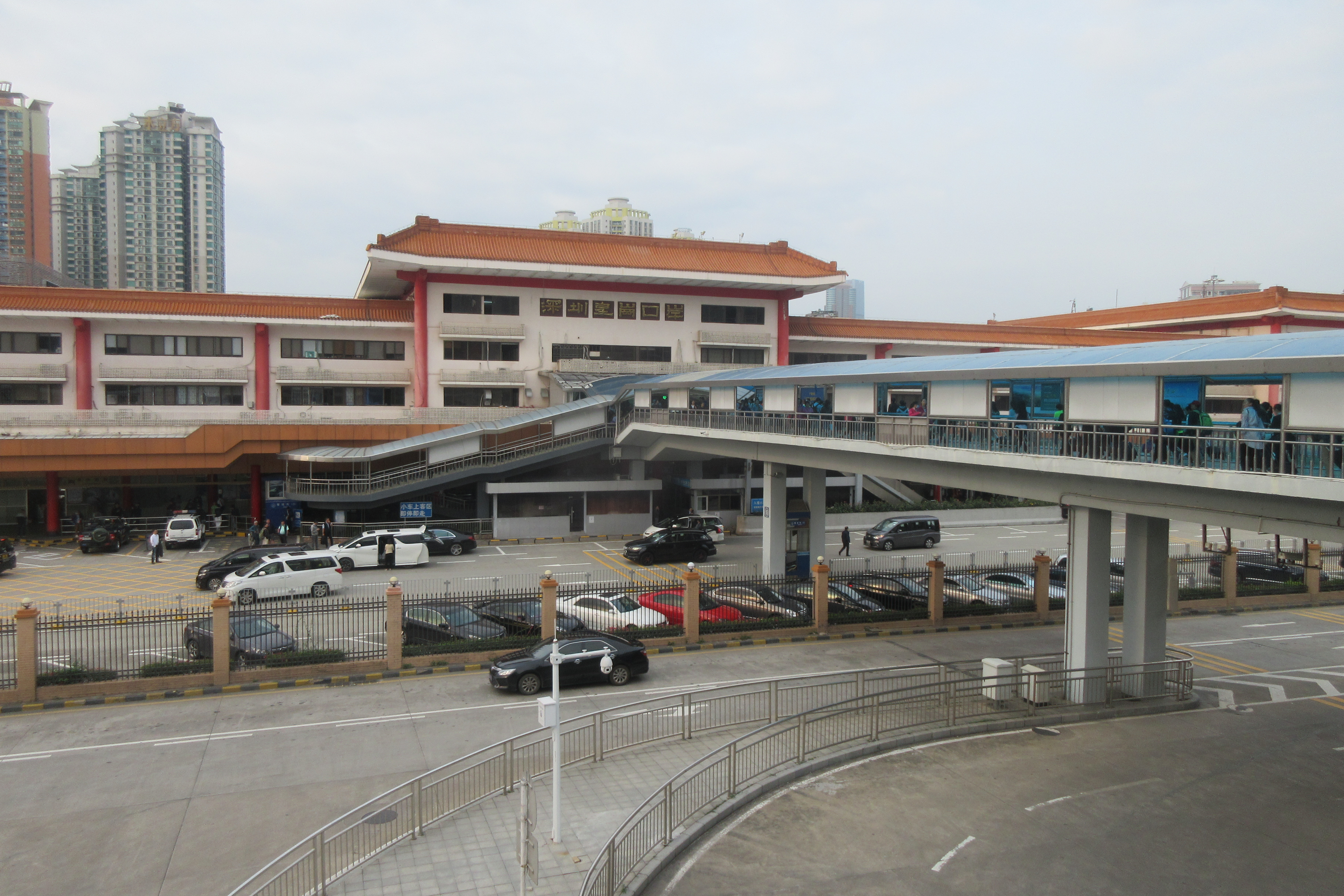
第一代皇岗口岸联检大楼（已拆除）

皇崗口岸於1985年5月开始建设，1989年12月29日货检区建成通關，1991年8月8日旅检区建成通關。口岸南連接落馬洲大橋與香港落馬洲管制站隔河相對，西臨京港澳高速公路（广深高速公路）起點。因此，皇崗口岸現時正擔當着深港兩地的交通樞杻，主要是維繫深港兩地的交通和物流連接。
皇崗口岸現時是深圳市除了羅湖口岸以外最繁忙的口岸，亦是繼珠海的拱北口岸之後的全中國第三大客運口岸。口岸於2003年1月27日實現24小時出入境通關。
實行24小時通關之後，原有設計容量（每日5萬人次）不能應付24小時通關後增加的大量人流（日均上升至12萬人次，高峰時達到每日19萬人次）。口岸之通關能力已經大大不能應付日常運作之需求。因此有關當局於2007年3月起對位於口岸旁，空置多年的車港城進行改造。計劃把出入境大廳進行分離作業，把出境大廳遷往改造完成的車港城（一樓）。而舊的出入境大廳則會改造為新入境大廳。分離後的新出/入境大廳的過境通道將會由原先的各30條通道（21條人手及4條自助過關通道），增至各50條（30條人手及20條自助過關通道）。位於車港城地面（一樓）的出境大廳已於2011年7月26日正式啟用，新入境大廳（原出入境大廳）已於2013年投入服務。
因应2019冠狀病毒病疫情，香港特区政府宣布需要进一步暂停部分香港出入境管制站运作，故自2020年2月4日起落馬洲管制站对应的皇崗口岸旅检通道暂时关闭，货车检查通道仍正常开放。4月17日，皇岗口岸临时旅检楼完成工程竣工验收。
2023年2月6日起，皇岗口岸恢复旅检通关服务。

## 旅客过关過程
由深圳前往香港：旅客在皇岗口岸通關後，可按目的地選擇乘搭跨境巴士或皇巴士，在皇崗出境大楼外先購票後上車，巴士會隨即駛至至香港境內的落马洲管制站，旅客須下車办理港方入境手续，再到管制站外月台搭乘原車（或下一班車）前往新田（皇巴士）或市區（跨境巴士）。
由香港前往深圳：從新田公共运输交汇处乘搭皇巴士，或於香港各區選乘跨境巴士，在落马洲管制站下車办理港方出境手续後，再到管制站外月台搭乘原車（或下一班車）前往皇岗口岸办理中方入境手续。
无论是出境或入境，旅客必须乘坐皇巴士或其他跨境巴士来往落马洲管制站和皇岗口岸，不得徒步进入。
- 旅客通过皇岗口岸边检（旧旅检楼）
- 车辆通过皇岗口岸边检
- 第一代皇岗口岸入境厅（已拆除）
- 第一代皇岗口岸出境厅（已拆除）
- 皇岗口岸临时旅检大楼入境厅
- 皇岗口岸临时旅检大楼出境厅
- 皇岗口岸临时旅检大楼入境区海关检查

## 接駁交通

### 深圳方面
| 深圳地鐵（皇崗口岸站C出口） - █7号线、█20号线（規劃中） 巴士 \| 编号 \| 编号 \| 线路 \| 线路 \| 线路 \| 收费 \| 运营商 \| 备注 \| \| ---- \| ---- \| ------------ \| ---- \| -------- \| ------ \| -------- \| ------- \| \| \| 23 \| 宁水花园总站 \| ⇆ \| 皇岗口岸 \| 2.5元 \| 巴士公汽 \| \| \| \| 366 \| 坑梓大窝总站 \| ⇆ \| 皇岗口岸 \| 2–10元 \| 东部五分 \| \| \| \| M169 \| 紫薇阁总站 \| ⇆ \| 皇岗口岸 \| 2.5元 \| 巴士公汽 \| 原 B689 \| |      |              |      |          |        |          |         |
| 编号 | 编号 | 线路         | 线路 | 线路     | 收费   | 运营商   | 备注    |
| | 23   | 宁水花园总站 | ⇆    | 皇岗口岸 | 2.5元  | 巴士公汽 |         |
| | 366  | 坑梓大窝总站 | ⇆    | 皇岗口岸 | 2–10元 | 东部五分 |         |
| | M169 | 紫薇阁总站   | ⇆    | 皇岗口岸 | 2.5元  | 巴士公汽 | 原 B689 |

- 皇岗口岸公交總站（现已临时迁移）
- 皇岗口岸公交服务信息
- 深圳地铁7号线皇岗口岸站F出口

### 香港方面
- 皇崗－落馬洲穿梭巴士（簡稱皇巴士）
  - 新田公共運輸交匯處↔落馬洲管制站↔皇崗口岸（票价：港币$10；全日24小時服务）
- 跨境巴士（需在深圳購買車票，或到網上售票平台 （页面存档备份，存于）購買）
  - 全日24小時中港直通快線：荃灣愉景新城巴士總站 (07:00-00:00)、荃灣西樓角路綠楊新邨 (07:00-00:00)、荃灣青山公路愉景新城 (00:00-07:00)、荃灣站巴士總站 (00:00-07:00)
  - 尖沙咀童軍總會、尖沙咀中港城、佐敦佐敦道、油麻地上海街
  - 旺角鴉蘭街8號
  - 觀塘市中心、藍田站
  - 灣仔會展站巴士總站
  - 錦上路站
  - 東涌東薈城
  - 香港迪士尼樂園

- 皇岗口岸跨境巴士停车场
- 停在皇岗口岸的皇巴士
- 停在皇岗口岸的跨境巴士
- 皇岗口岸跨境巴士售票处

## 未来发展

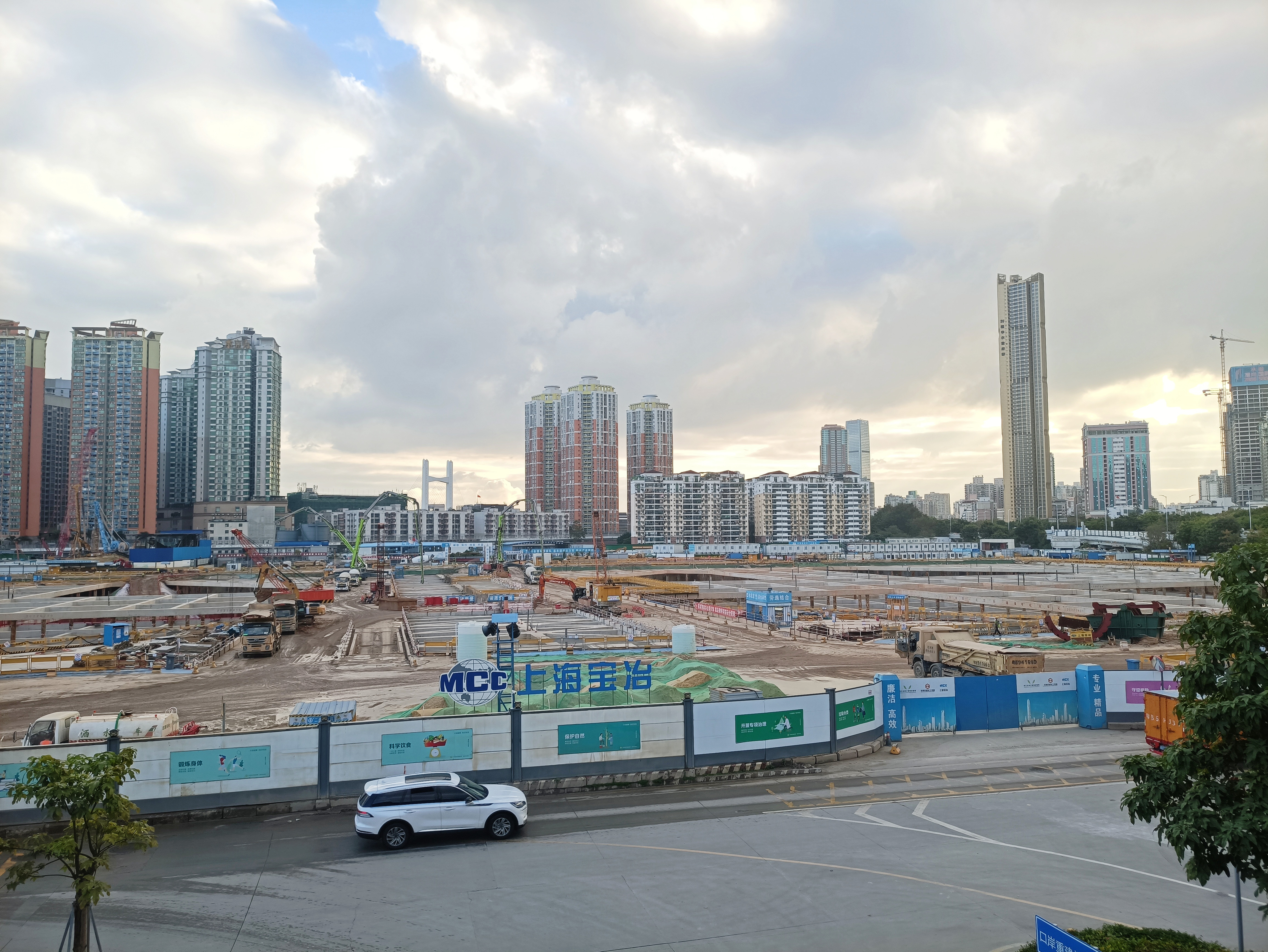
正在建设中的皇岗口岸新旅检大楼

因應2019年深圳市人民政府口岸办公室根據《粤港澳大灣區發展規劃綱要》對深圳各口岸功能進行優化和調整，加上口岸使用时间较长设施设备陈旧老化和安全隐患，皇岗口岸于2020年启动拆除重建，总建设工期预计约3年半。建成后，皇岗口岸將取消貨車通關，改为纯旅检通道，與港方實施「合作查驗、一次放行」（即兩地一檢），同时引入广深中轴城际轨道、穗莞深城际轨道，以及深圳地铁20号线等，已预留空间供港铁北环线支线接入，施工期间将建设临时旅检场地以不影响客货检通关。据深圳市人民政府口岸办公室估算，新皇岗口岸联检大楼建成后，远期皇岗口岸每日客流量可达40万人次。
皇岗口岸于2019年6月启动重建工程，2020年4月临时旅检场地竣工验收，2020年5月临时旅检场地正式移交，同时启动口岸片区老旧建筑拆除，并于12月13日拆除完毕，2020年7月启动新口岸建设，预计2025年底前完成新口岸建设工程。
皇岗口岸启动重建工程后，深圳市建筑工务署随即举行皇岗口岸新建工程方案设计竞赛，最终由Aedas与华阳国际、深圳市综合交通设计研究院共同组成设计联合体合作设计的方案胜出。
新皇崗口岸联检大楼总共九層，其中五層在地面以上，地下有四層。樓面面積會由現口岸的14萬平方米增至67.47万平方米。根据深圳市人民政府口岸办公室披露的信息，新皇崗口岸联检大楼楼层分布如下：
| 楼层 | 深圳口岸区                 | 香港口岸区                     |
| ---- | -------------------------- | ------------------------------ |
| L5   | 出境大厅                   | 入境大厅                       |
| L4   | 入境大厅                   | 出境大厅                       |
| L3   | 出境车辆                   | 入境车辆                       |
| L2   | 深圳跨境上落客             | 香港非过境车辆／香港跨境上落客 |
| L1   | 入境车辆                   | 出境车辆                       |
| B1M  | 深港疏散夹层               | 深港疏散夹层                   |
| B1   | 深圳非过境车辆／深圳公交   | 香港车场                       |
| B2   | 轨道过境厅／深圳社会停车场 | 轨道过境厅                     |
| B3   | 深圳社会停车场             |                                |
| B4   | 深圳社会停车场             |                                |